# Xanthi Athlitikos Omilos
El Xanthi Athlitikos Omilos (en griego: Ξάνθη Αθλητικός Όμιλος) es un club de fútbol griego de la ciudad de Xánthi. Fue fundado en 1967 como A.C. Xanthi y juega en la División A de Xanthi. Considerado uno de los mejores clubes de Grecia debido al trabajo que se hace con los jóvenes griegos.

## Historia
El club surgió de la fusión de dos clubes locales, el Aspida y Orfeas. El nombre del equipo era el Club Atlético de Xanthi, oficialmente hasta 1992. En 1991, Viamar S.A., el importador oficial de vehículos de Skoda en Grecia, compró el club y le cambió el nombre al de club atlético de Skoda Xanthi.

## Estadio
Fue fundado en el 2004 en un encuentro entre Skoda Xanthi FC y el Olympiacos FC y tuvo un costo de €6.5 millones, tiene una capacidad de 7500 asientos.

## Jugadores

### Jugadores destacados
- Francisco Zuela
- Roman Wallner
- Marcelo Veridiano
- Christian Bekamenga
- Mauro Poy
- Tomasz Radzinski
- Gamadiel García
- Eros Pérez
- Dante Poli
- Costas Elia
- Alexandros Garpozis
- Franck Rabarivony
- Levan Maghradze
- Antonis Antoniadis
- Paraskevas Antzas
- Nikos Kostenoglou
- Athanasios Kostoulas
- Thomas Kyparissis
- Marinos Ouzounidis
- Christos Patsatzoglou
- Savvas Poursaitidis
- Vasilis Torosidis
- Spyros Vallas
- Stylianos Venetidis
- Zisis Vryzas
- Akis Zikos
- Abdoul Salam Sow
- Ali Reza Mansourian
- Odai Al-Saify
- Kelvin Sebwe
- Abderrahim Ouakili
- George Boateng
- Olubayo Adefemi (†)
- Victor Agali
- Roberto Kettlun
- Piero Alva
- Rafał Grzelak
- Arkadiusz Malarz
- Emmanuel Olisadebe
- Michał Stasiak
- Marek Zieńczuk
- Ismail Ba
- Juraj Buček
- Vladimír Janočko
- Zdeno Štrba
- Peter Štyvar
- Nabil Taïder
- Deniz Baykara
- Alfredo Mejía
- Christopher Katongo
- Rudy Cachicote

### Números retirados
- 13 –  Olubayo Adefemi, DEF (2011) - Homenaje póstumo al jugador fallecido en un accidente automovilístico en el 2011.
- 56 -  Steve Gohouri, DEF (2013) – Homenaje póstumo.

## Entrenadores
- Howard Kendall (1994)[2]
- Kurt Jara (1996)[3]
- Ioannis Matzourakis (1996–1999)
- Nikos Karageorgiou (2001–2004)
- Ioannis Matzourakis (2004–2006)
- Takis Lemonis (4 de octubre de 2006–20 de diciembre de 2006)
- Savvas Kofidis (2006–2007)
- Jörn Andersen (3 de mayo de 2007–10 de junio de 2007)
- Nikos Kechagias (2007)
- Emilio Ferrera (1 de julio de 2007–22 de octubre de 2007)
- Nikolaos Kechagias (2007–08)
- Ioannis Matzourakis (24 de abril de 2008–30 de junio de 2008)
- Georgios Paraschos (2008–2009)
- Wolfgang Wolf (1 de julio de 2009–16 de septiembre de 2009)
- Kostas Konstantinidis (interino) (2009)
- Ioannis Matzourakis (2009–2010)
- Nikos Kechagias (23 de febrero de 2010–20 de septiembre de 2010)[4]
- Giorgos Paraschos (20 de septiembre de 2010–8 de noviembre de 2010)
- Nikolaos Papadopoulos (2010–2011)
- Marinos Ouzounidis (2011–2012)
- Nikos Kostenoglou (30 de septiembre de 2012–2 de diciembre de 2012)
- Marinos Ouzounidis (2012–2013)
- Nikos Karageorgiou (abril de 2013 – septiembre de 2013)
- Reiner Maurer (septiembre de 2013 – febrero de 2014)
- Nikos Kehagias (febrero de 2014 – junio de 2014)
- Sakis Tsiolis (junio de 2014 – septiembre de 2014)
- Răzvan Lucescu (septiembre de 2014 – abril de 2017)
- Milan Rastavac (abril de 2017 – mayo de 2019)
- Kiko Ramírez (mayo de 2019 – noviembre de 2019)
- Georgios Paraschos (diciembre de 2019 – marzo de 2020)[5]
- Nikos Karageorgiou (marzo de 2020-septiembre de 2020)
- Tony Popovic (septiembre de 2020-presente)

## Participación en competiciones de la UEFA
| Temporada | Torneo             | Ronda            | Club            | Casa | Visita     | Global |
| --------- | ------------------ | ---------------- | --------------- | ---- | ---------- | ------ |
| 2002–03   | UEFA Cup           | 1                | Lazio           | 0–0  | 0–4        | 0–4    |
| 2005–06   | UEFA Cup           | 1                | Middlesbrough   | 0–0  | 0–2        | 0–2    |
| 2006–07   | UEFA Cup           | 1                | Dinamo Bucarest | 3–4  | 1–4        | 4–8    |
| 2013–14   | UEFA Europa League | Clasificatoria 2 | Linfield        | 0–1  | 2–1 (t.e.) | 2–2    |
| 2013–14   | UEFA Europa League | Clasificatoria 3 | Standard Liège  | 1–2  | 1–2        | 2–4    |